# Melissa Garabeli
Melissa Garabeli é uma quadrinista e ilustradora brasileira. Graduada em Artes Visuais pela Universidade Estadual de Ponta Grossa, trabalha como ilustradora de livros infantis, didáticos e de histórias em quadrinhos. Em 2018, lançou o romance gráfico Saudade (com roteiro de Phellip William), pelo qual ganhou, no ano seguinte, o 35º Prêmio Angelo Agostini na categoria "melhor lançamento independente" e o 31º Troféu HQ Mix na categoria "novo talento (desenhista)".